# Eine unmoralische Frau
Eine unmoralische Frau (Originaltitel: Così fan tutte, deutsch: ‚So machen es alle (Frauen)‘) ist ein italienischer Erotikfilm aus dem Jahr 1992 von Tinto Brass, der auch für den Filmschnitt verantwortlich war und in einer Nebenrolle zu sehen ist. Gemeinsam mit Francesco Costa und Bernardino Zapponi war er außerdem für das Drehbuch zuständig. Die weibliche Hauptrolle wird von Claudia Koll verkörpert.

## Handlung
Diana lebt gemeinsam mit ihrem Ehemann Paolo in Rom. Die beiden führen eine glückliche Ehe. Allerdings ist Diana vom gemeinsamen eintönigen Sexualleben mehr und mehr gelangweilt. Sie arbeitet gemeinsam mit ihrer Freundin Antonietta in einem Damenbekleidungsgeschäft im Zentrum Roms. Die beiden führen schon eine längere Affäre mit dem Inhaber Silvio. Auf dessen Wunsch, sollen sie den reichen Geschäftsmann Alphonse bezirzen. Die beiden kommen sich schließlich näher.
Diana erzählt Paolo von ihren vermeintlichen sexuellen Fantasien. Als dieser jedoch Hinweise auf ihrem Körper entdeckt, dass es sich nicht nur um Geschichten oder Wünsche handelt, sondern Diana wirklich mit Alphonse untreu war, wirft er sie aus der gemeinsamen Wohnung raus, da er nicht akzeptieren will, dass ihre Sexualität keine Tragödie ist. Sie findet Obdach bei ihrer Schwester Nadia und bittet sie darum, ihr zu helfen, sich wieder mit Paolo zu versöhnen.
Die Versuche scheitern und bald gerät Diana auf einer Rave-Party unter Drogen- und Alkoholeinfluss. In der Folge schläft sie mit einem ihr unbekannten Mann. Paolo merkt langsam, wie sehr er Diana vermisst und beschließt sie zu suchen. Er ist schließlich dazu bereit, auf Monogamie zu verzichten, sodass das gemeinsame Paar eine Zukunft hat.

## Hintergrund
Der Film wurde in Rom und Venedig gedreht. Er erschien in Italien am 21. Februar 1992. In Deutschland erschien der Film am 7. Oktober 1993.
Isabella Deiana (* 1970 in Rom) ist hier als Antonietta in ihrer bisher einzigen Filmrolle zu sehen.

## Rezeption
„Hart an der Grenze zur Pornografie angesiedelter ‚Erotik-Film‘, dessen dummes pseudo-philosophisches Geschwätz nur noch von seinem Schlüsselloch-Voyeurismus unterboten wird. – Wir raten ab.“

„Abfolge derber erotischer Spielereien.“

Cinema bemängelt, dass Regisseur Tinto Brass im Vergleich zu seinem US-amerikanischen Gegenpart Russ Meyer eher auf „dekorative Fleischbeschau“ setzt und nicht auf „witzige Weise vulgär ist“.
Sight & Sound prangert an, dass der Film „einen deutlichen Rückgang an erzählerischer Raffinesse und Witz zeigt“, wobei darauf hingewiesen wird, dass das Venedig-Setting in diesem Film eher im Studio angesiedelt ist.
In der Internet Movie Database hat der Film bei über 5.900 Stimmabgaben eine Bewertung von 5,2 von 10,0 möglichen Sternen.